# Prosimulium dicum
Prosimulium dicum är en tvåvingeart som beskrevs av Dyar och Shannon 1927. Prosimulium dicum ingår i släktet Prosimulium och familjen knott. Inga underarter finns listade i Catalogue of Life.